# Jan Beneš (Schriftsteller, 1958)

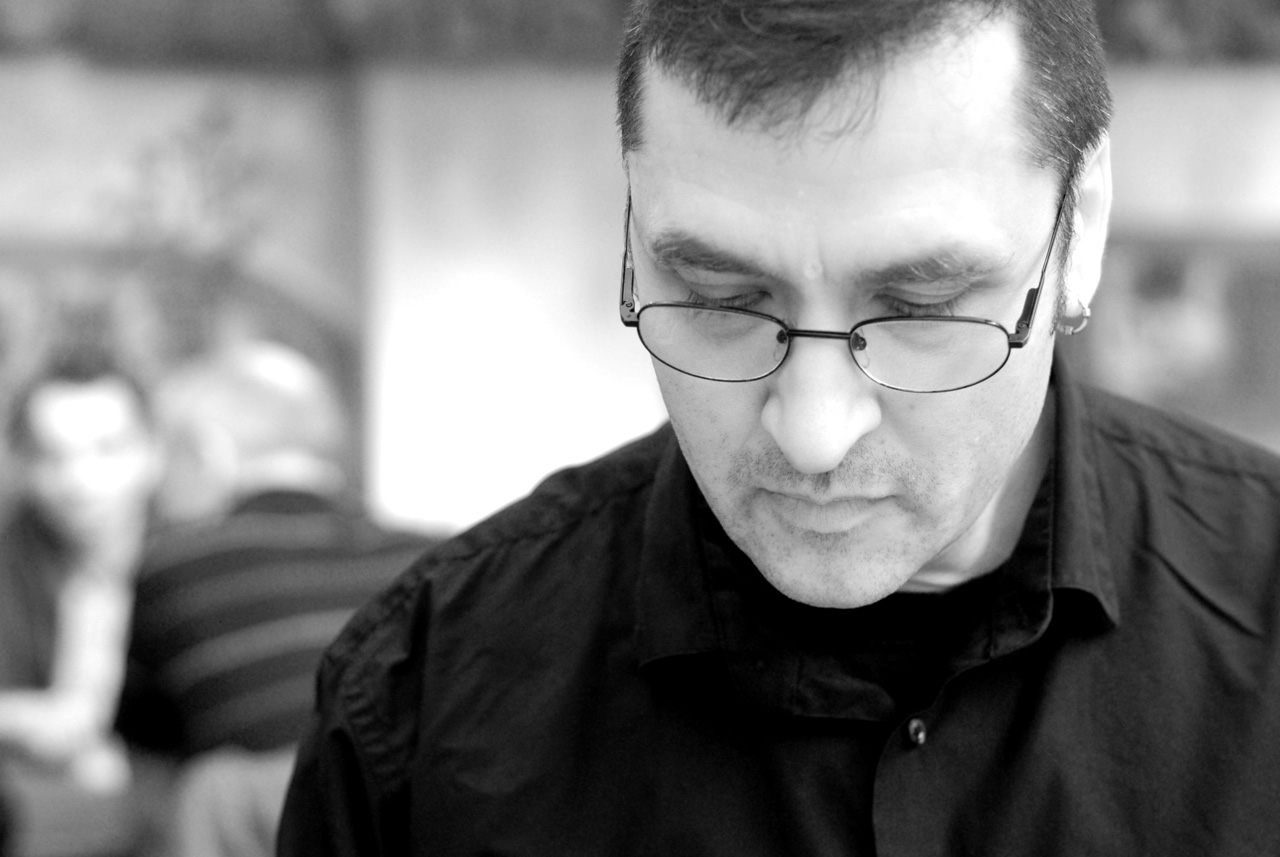
Emil Hakl (2013)

Jan Beneš (* 25. März 1958 in Prag) ist ein tschechischer Autor, der unter dem Pseudonym Emil Hakl veröffentlichte. Der namensgleiche Autor Jan Beneš (1936–2007) schrieb ebenfalls unter Pseudonymen.

## Leben
Beneš schloss seine Schule erst nach einer zehnjährigen Unterbrechung wegen Drogenmissbrauch ab. Er war drei Mal verheiratet und ließ sich genauso oft wieder scheiden.
Er begann in den 1980er Jahren Gedichte, Kurzgeschichten und erste Romane unter dem Pseudonym Emil Hakl zu verfassen und gründete eine Autorengemeinschaft Moderní analfabet (Der moderne Analphabet). 1991 wurde sein erster Gedichtband veröffentlicht, 2001 sein erster Roman. Parallel dazu arbeitete er in den 1990ern für eine Werbeagentur als Schreiber.
2010 erhielt Beneš den Josef-Škvorecký-Preis.

## Werke (Auswahl)
- Rozpojená slova, Mladá fronta, 1991 – Gedichtsammlung
- Zkušební trylky z Marsu, Cherm, 2000 – Gedichtsammlung
- Konec světa, (Ende der Welt) Argo, 2001 – Kurzgeschichten
- Intimní schránka Sabriny Black, Argo, 2002 – Roman
  - Intimní schránka Sabriny Black (Final Cut), Argo, völlig neue Bearbeitung des Romanthemas 2010 – Roman
- O rodičích a dětech, (Von Eltern und Kindern) Argo, 2002 – Kurzgeschichte, mit Preis Magnesia Litera gewürdigt[5]
- O létajících objektech, Argo, 2004 – Kurzgeschichten
- Let čarodějnice, (Hexenflug) Argo, 2008 – Roman
- O rodičích a dětech, Novelle 2008, gleichnamig verfilmt
  - Treffpunkt Pinguinhaus: Spaziergänge mit dem Vater. übersetzt von Mirko Kraetsch. Braumüller Literaturverlag, Wien 2010. ISBN 978-3-99200-012-8
- Pravidla směšného chování, Argo, 2010
  - Regeln des lächerlichen Benehmens. Roman. Aus dem Tschechischen von Mirko Kraetsch. Braumüller, Wien 2013
- Skutečná událost, Argo, 2013 – Roman
  - Acht Tage bis Montag : Roman. Aus dem Tschechischen von Mirko Kraetsch. Braumüller, Wien 2014
- Hovězí kostky, Argo, 2014 – Kurzgeschichten